# 絆創膏
絆創膏（ばんそうこう）とは、傷口や患部の手当てに用いられる衛生材料の一種である。創傷被覆材。
絆創膏には、救急絆創膏（布付き絆創膏）、液体絆創膏（水絆創膏）、テープ絆創膏などの種類がある。
後述の「緊急絆創膏」が一般に普及しているため、俗称として単に「絆創膏」と言われている。

## 歴史
絆創膏は初め、粘着テープであった。粘着テープの始まりは膏薬である。18世紀以前は硬膏、たとえばダイアキロン硬膏などは棒状で売られている膏体を熱して軟らかくし布や皮に塗布して使っていたが均一に塗りにくく、膏体にひび割れが入るなど不便であった。18世紀後半にはドイツで松脂と蜜蝋などを加え柔軟性と粘着性が改良された「松脂硬膏」が開発され、便利になった。その後、松脂硬膏は薬剤や配合剤が加えられ各種の膏薬が開発されたが、まだ膏体そのものは粘着剤とはいえなかった。
19世紀半ばになりゴム工業が盛んになると、これらのゴム技術を用い樹脂と蜜蝋に天然ゴムが加えられる。これにより膏体の粘着性は画期的に良くなる。ゴムの入った膏体をヘンリー・デイが開発し、1845年にW.H.シカットと2人でアメリカの特許を得ている。2人が開発した膏体は天然ゴムを配合したためよく貼り付き、きれいに剥がれる性質を示し粘着剤の特性を持っていた。アメリカではこの時、膏体という薬品名がAdhesive Plasterに変更されイギリスではResin Plasterといまだに呼ばれていた。
救急絆創膏は、1921年にアメリカ・ニュージャージー州のアール・ディクソン（後のジョンソン・エンド・ジョンソン社の副社長）が考案した「バンドエイド」が最初である。その後さらに改良を重ね、今日まで色々な種類の絆創膏が開発されるようになっている。日本では1948年に、初めて日絆薬品工業（後のニチバン）がニチバンQQ絆創膏という商品名で、救急絆創膏（布付き絆創膏）を発売した。
以降、各社から発売されたことでコモディティ化が進み差別化が難しくなったことから、全体を防水加工する、殺菌作用のある薬剤をガーゼに染み込ませる、湿潤療法の効果を得られるなど、付加価値を付けた高機能製品も登場している。また、傷口をセンサーで監視し、状態に合わせた薬剤を投与する「スマート・バンデージ」の研究も行われている。

## 種類
絆創膏には、救急絆創膏（布付き絆創膏）・液体絆創膏（水絆創膏）・テープ絆創膏などの種類がある。

### 救急絆創膏（布付き絆創膏）
粘着部のシートの中央部に不織布製のパッドが取り付けられたもので創傷面の保護に用いられる。傷口を清潔にした状態にし、剥離紙をはがしてパッド部分を創傷面に貼りつけて細菌の侵入を予防する。近年では湿潤療法に合わせた商品も増えてきている。
日本においては救急絆創膏（布付き絆創膏）は薬事法によって医薬品、医薬部外品、医療機器の3つの種類に区分されている。パッド部分に殺菌消毒薬（アクリノール、塩化ベンザルコニウムなど）を含み殺菌消毒効果を有しているものが医薬品・医薬部外品に、パッド部分に薬剤を含んでいないものが医療機器に分類される。
- バンドエイド（Johnson & Johnson）
- カットバン（祐徳薬品工業）
- リバテープ（リバテープ製薬）
- キズリバテープ、B.BテープA（共立薬品工業）
- キズガード（大正製薬）
- ケアリーヴ、オーキューバン（ニチバン）
- ニッコーバン、プラチナバン（日廣薬品[4]）
- キズクリック、トーヨーバン（東洋化学[5]）
- キューゴバン（キョーリキ[6]）
- デルガード救急バン、リ･フレッシュ救急バン（阿蘇製薬）
- サビオ（過去：ニチバン・ライオン、現在：阿蘇製薬）
- キズバン（ライト）

また上記等の商品が知られており、「バンドエイド」、「カットバン」、「サビオ」、「リバテープ」、「キズバン」などとそれぞれの販路でのこれら商品名が、救急絆創膏（布付き絆創膏）の代名詞となっている場合がある。
また、2020年にはイギリスのテスコが、明るい色のライト、少し茶色くなった色のミディアム、茶色のダークと黒人の肌と同じ色の絆創膏を発売した。発売のきっかけとなったのは2019年4月に世アメリカのカリフォルニア在住の黒人男性のTwitterのツイートで、生まれてはじめて自分の肌の色に合った絆創膏を使った感動を伝えたところ、世界中から50万件を超えるいいねと10万件を超えるコメントが集まった事である。

### 液体絆創膏（水絆創膏）
「水絆創膏」とも言う。コロジオンを主成分とした接着剤のような液体を患部に塗布し、乾燥させることで被膜を形成し細菌の侵入等を防ぐ。被膜が患部に密着するため皮膚の屈伸に強く、水にも強い。東京甲子社のコロスキン、小林製薬のサカムケア、大木製薬のリュウバンなどの商品が知られている。
塗布時に一瞬しみることや、創傷治癒を妨げることがあり、膿瘍形成の原因やケロイドを生じる可能性がある。

### テープ絆創膏
サージカルテープ、粘着包帯、伸縮性粘着包帯などがテープ絆創膏に分類される。